# تسوباسا اوشیما
تسوباسا اوشیما (انگلیسی: Tsubasa Oshima؛ زادهٔ ۹ دسامبر ۱۹۸۳) بازیکن فوتبال اهل ژاپن است.
از باشگاه‌هایی که در آن بازی کرده‌است می‌توان به باشگاه فوتبال ماتسوموتو یاماگا اشاره کرد.